# Кілер (фільм, 2008)
«Кілер» (англ. Killshot) — художній фільм Джона Меддена в жанрі трилера, знятий за мотивами однойменного роману Елмора Леонарда. Головні ролі у фільмі виконують Даян Лейн і Томас Джейн. Вони грають молоду пару, що перебуває під програмою захисту свідків, і яку, незважаючи на це, знаходить злочинець, якого грає Міккі Рурк.

## Зміст
Колишня сімейна пара Кармен та Вейна Колсона переживає розлучення. Вейн — співробітник будівельної компанії і шукає роботу. Арманд Дегас — кілер, найнятий для усунення лідера злочинного угруповання, якого він називає Папа. Після успішної операції він випадково зустрічається з психічно неврівноваженим злочинцем Річі Ніксом. Разом вони вирішують вимагати гроші з ріелторського агентства, в якому працює Кармен. Через непорозуміння злочинці вирішили, що глава компанії — чоловік Кармен, Вейн, який саме в цей момент випадково опинився в офісі дружини. Вейн учинив опір здирникам і вигнав їх з контори. Однак Кармен ненароком побачила обличчя Арманда, і тепер кілер починає полювання за непотрібним свідком. Задля того, аби збити ФБР і поліцію зі свого сліду, Арманд імітує свою смерть.
Колсони змушені скористатися програмою захисту свідків і, змінивши особистість, сховатися в іншому штаті. Незважаючи на складні особисті стосунки, їм доводиться зображати сімейну пару. Арманд вираховує місце, де вони ховаються, і разом з Ніком з'являється в будинку Колсонів. Вейна не виявилося вдома і вбивці, взявши Карен у заручники, залишилися чекати, коли він з'явиться. Спілкуючись із жертвою, Річі вийшов із себе, і Арманд убив свого подільника через неналежну на його погляд поведінку. Кармен і Вейну все ж удається дати відсіч кілеру і зберегти своє життя.

## Ролі
- Даян Лейн — Кармен Колсон
- Томас Джейн — Вейн Колсон
- Міккі Рурк — Арманд «Чорний Дрозд» Дегас
- Джозеф Гордон-Левітт — Річі Нікс
- Розаріо Доусон — Донна
- Гел Голбрук — «Папа»
- Дон МакМанус — Нельсон Девіс
- Лоїс Сміт — Ленор

## Вихід фільму
Спочатку фільм планували випустити 17 березня 2006 року. Потім його відклали на 20 жовтня 2006 року. 19 липня 2008 року стало відомо, що фільм збираються випустити відразу на DVD. У початку вересня 2008 року фільм все-таки вирішили випустити в прокат 7 листопада 2008 року, але потім перенесли випуск на 23 січня 2009 року.